# JetSul
A Jet Sul é uma empresa fundada em 1993 por José Rodrigues Cordeiro. Inicialmente, oferecia serviços de fretamento e atualmente continua a operar como uma companhia aérea charter para as necessidades de executivos e corporações. Todas as aeronaves são configuradas com interiores de negócios.

## Frota
| Aeronave                | Prefixo aeronáutico |
| ----------------------- | ------------------- |
| Fokker F-27 MK200       | PT-LAH              |
| Hawker Beechcraft 400XP | PT-WHB              |
| F27-200                 | PT-LZM              |
| Fokker F27-600          | PT-LGA              |
| Embraer 110 Bandeirante | PT-SDB              |